# Лагутін Борис Миколайович
Борис Миколайович Лагутін (рос. Бори́с Никола́евич Лагу́тин; 24 червня 1938, Москва, СРСР — 4 вересня 2022) — радянський боксер, дворазовий олімпійський чемпіон (1964 та 1968 роки), бронзовий призер (1960 рік) Олімпійських ігор, дворазовий чемпіон Європи.

## Аматорська кар'єра
Олімпійські ігри 1960 
- 1/8 фіналу. Переміг Алхасана Брімаха (Гана) KO
- 1/4 фіналу. Переміг Джона Буковські (Австралія) KO
- 1/2 фіналу. Програв Вілберту Макклуру (США) 2-3

Олімпійські ігри 1964 
- 1/16 фіналу. Переміг Пола Гоха (Німеччина) 5-0
- 1/8 фіналу. Переміг Хосе Херіно (Аргентина) DSQ
- 1/4 фіналу. Переміг Еді Девіса (Гана)
- 1/2 фіналу. Переміг Йозефа Гресяка (Польща) 4-1
- Фінал. Переміг Жозефа Гонсалеса (Франція) 4-1

Олімпійські ігри 1968 
- 1/16 фіналу. Переміг Мойзеса Фаярдо (Іспанія) KO
- 1/8 фіналу. Переміг Саеда Ель-Нахеса (Єгипет) RSC
- 1/4 фіналу. Переміг Іоана Ковача (Румунія) 5-0
- 1/2 фіналу. Переміг Гюнтера Майєра (Німеччина) 4-1
- Фінал. Роландо Гарбея (Куба) 5-0